# Alkmaion in Psophis
Alkmaion in Psophis (altgriechisch Ἀλκμαίων ὁ διὰ Ψωφῖδος) ist eine nur in Fragmenten erhaltene Tragödie des griechischen Dramatikers Euripides, die 438 v. Chr. als zweiter Teil einer Tetralogie anlässlich der Dionysien uraufgeführt wurde. Der erste Teil der Tetralogie war das Stück Die Kreterinnen, nach Alkmaion in Psophis folgte Telephos und anschließend anstelle eines Satyrspiels das Stück Alkestis. 
Euripides folgte in seinen frühen Werken der Formel, zu den Dionysien einem Stück über eine böse Frau ein Stück über eine Frau in Not folgen zu lassen.
Alkmaion in Psophis behandelt als zweites Stück der Tetralogie das Schicksal von Alkmaions Gattin Arsinoë, der Tochter des Königs Phegeus von Psophis in Arkadien. Der Inhalt des Stücks wird in Ansätzen von Pausanias und in der Bibliotheke des Apollodor wiedergegeben, demnach wird Arsinoë an den wahnsinnig gewordenen Alkmaion verheiratet, von diesem verlassen und bestohlen und schließlich von ihren Brüdern als Sklavin verkauft.